# Оптично-змінне чорнило

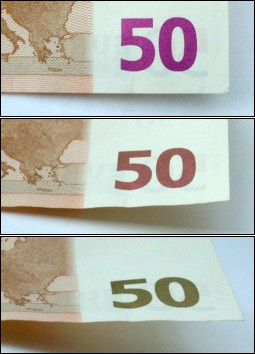
Деталі купюри номіналом 50 євро з різних ракурсів. «50» було надруковано за допомогою OVI.

Оптично-змінне чорнило (англ. Optically variable ink, скор. OVI) — чорнило, що змінює колір, є засобом захисту від підробки, що використовується на багатьох основних сучасних банкнотах, а також на інших офіційних документах (наприклад, професійних ліцензіях).
Чорнило відображає два різних кольори залежно від кута, під яким банкнота розглядається. Наприклад, на п'ятдесятидоларовій банкноті США для цифри 50 використовується фарба, що змінює колір, так що під одним кутом вона відображається мідним кольором, а під іншим — яскраво-зеленим.
OVI особливо корисний як засіб боротьби з підробкою, оскільки він не є широкодоступним і використовується на захищеному друці. Одним з основних виробників є швейцарська компанія SICPA. Серед інших постачальників — німецька компанія Gleitsmann Security Inks, Sun Chemical (через свій підрозділ захисту брендів, що базується в Манчестері, Велика Британія) і швейцарська компанія Printcolor Screen AG, розташована в Беріконі, Швейцарія.
Фарби, що змінюють колір, по-різному відбивають різні довжини хвиль у білому світлі, залежно від кута падіння на поверхню. Неозброєним оком цей ефект спостерігається як зміна кольору при зміні кута огляду. Кольоровий копір або сканер може копіювати документ тільки під одним фіксованим кутом відносно поверхні документа. Для цього використовується дрібнодисперсний перламутровий блиск.

## Оптично-змінні магнітні чорнила
Оптично-змінні магнітні чорнила (англ. Optically variable magnetic ink, скор. OVMI), також відомі як SPARK, мають візуальні ефекти, що базуються на магнітних властивостях чорнила. Коли документ нахиляють, відбувається рух яскравої світлової смуги, і колір змінюється. Зазвичай його наносять методом трафаретного друку.  Цей тип чорнила використовується для банкнот української гривні.